# 绍罗济纽
绍罗济纽是巴西塞阿拉州的一个市镇。总面积278.4平方公里，总人口18152人，人口密度65.2人/平方公里。